# Dryopteris manniana
Dryopteris manniana är en träjonväxtart som först beskrevs av William Jackson Hooker och som fick sitt nu gällande namn av Carl Frederik Albert Christensen.
Dryopteris manniana ingår i släktet Dryopteris och familjen Dryopteridaceae. Inga underarter finns listade i Catalogue of Life.